# Discovery (navette spatiale)
OV-103
Pour les articles homonymes, voir Discovery.

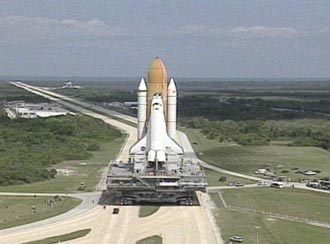
La navette Discovery

Discovery ou OV-103 (Orbital Vehicle-103) est une navette spatiale américaine. Tout comme la navette Endeavour, elle porte le nom d'un des navires de James Cook, cartographe et explorateur anglais.

## Historique

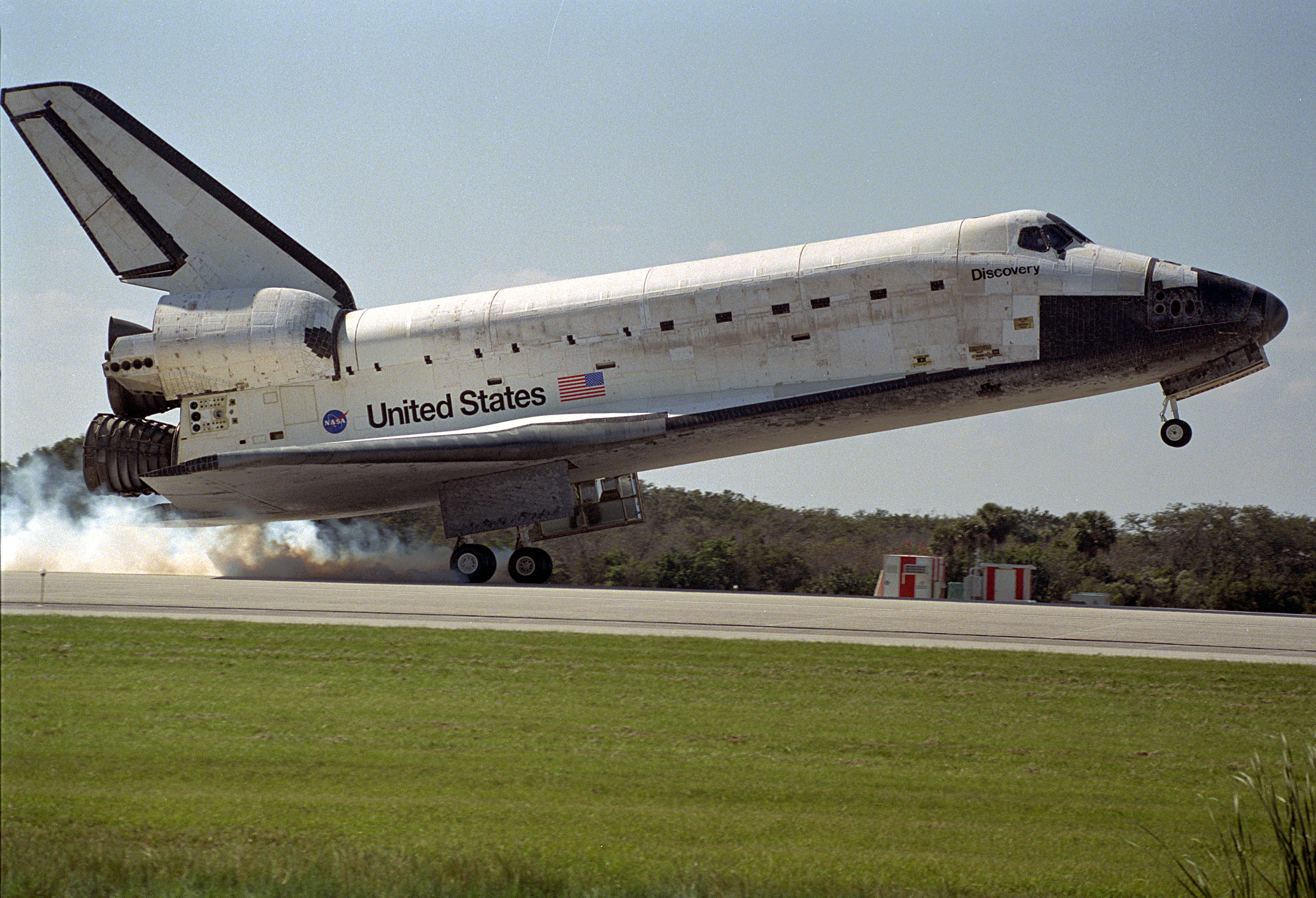
Atterrissage de Discovery après la mission STS-95

Troisième navette spatiale américaine mise en orbite après Columbia et Challenger, elle effectua son premier vol le 30 août 1984. (Sa construction ayant commencé le 27 août 1979.) En service jusqu'au 9 mars 2011, elle réalisa la mise en orbite du télescope Hubble et le lancement de la sonde Ulysses. Après les accidents de Columbia et Challenger, elle dut, à deux reprises, assurer des missions spatiales. La mission STS-114 fut son 31e lancement et représenta le plus grand nombre de missions accomplies par une navette spatiale. Le 9 août 2005, Discovery avait passé 255,85 jours dans l'espace et parcouru plus de 168 millions de kilomètres. Deux fois elle s'arrima à la station Mir et, douze fois, à l'ISS. En outre, elle déploya 26 satellites.
Après deux tentatives qui échouèrent à cause du mauvais temps, elle fut relancée, le 4 juillet 2006, avec succès dans l'espace, en direction de l'ISS.
Du 23 octobre au 7 novembre 2007, Discovery assura la mission STS-120 qui devait poursuivre la construction de la station spatiale internationale et, notamment, livrer le module Harmony. Cette mission fut la troisième commandée par une femme, Pamela Melroy.
En février 2011, sa 39e mission fut la dernière avant son retrait du service. Le 9 mars 2011, elle effectua son ultime retour sur terre en se posant au Centre spatial Kennedy, en Floride, à 11 h 57.

Le plus ancien des orbiteurs fut installé au Steven F. Udvar-Hazy Center, une annexe du National Air and Space Museum, près de Washington,.

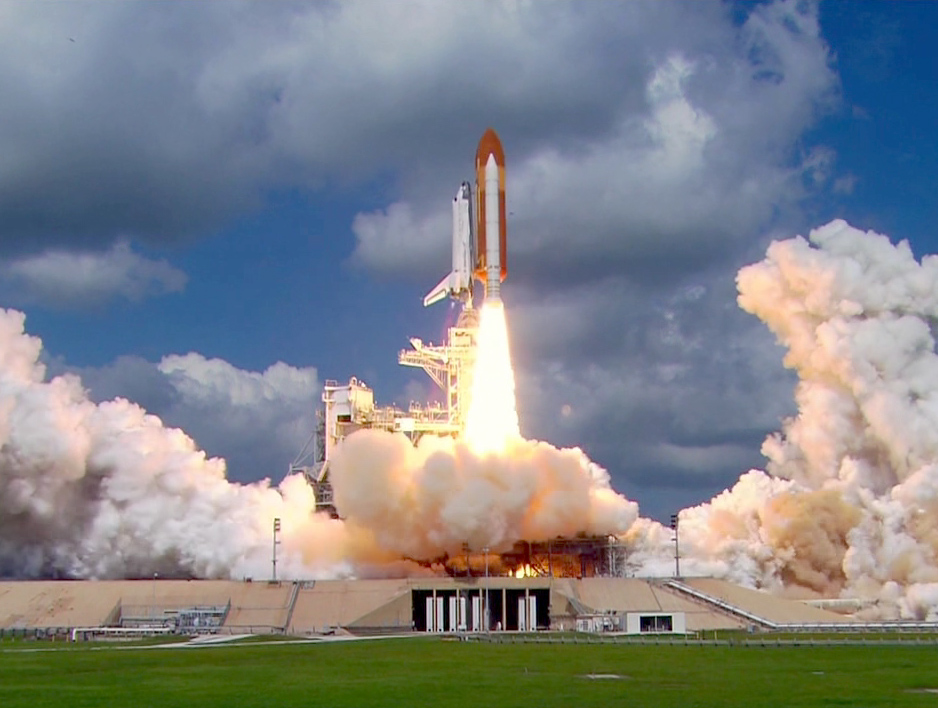
Lancement de Discovery

## Missions
Le Space Transportation System (STS) qui peut se traduire par système de transport spatial est le nom officiel pour désigner tout le programme Shuttle. Le Space Shuttle est utilisé pour désigner une navette.

### Missions notables
- STS-41-D : Premier vol
- STS-26 : Retour dans l'espace après l'échec de la mission de Challenger STS-51-L
- STS-114 (26 juillet 2005) : retour dans l'espace après l'échec de la mission de Columbia STS-107
- STS-121 (4 juillet 2006) : second retour dans l'espace après l'échec de la mission de Columbia STS-107
- STS-133 (24 février 2011) : dernière mission de Discovery

| #  | Date              | Désignation | Note | Durée du vol        | Commandant               |
| -- | ----------------- | ----------- | --- | ------------------- | ------------------------ |
| 1  | 30 août 1984      | STS-41-D    | Lancement de deux satellites de communication                                                                           | 6 jours, 1 heure    | Henry W. Hartsfield, Jr  |
| 2  | 8 novembre 1984   | STS-51-A    | Lancement de deux satellites et sauvetage de deux autres satellites de communication (Palapa B2 et Westar 6)            | 8 jours             | Frederick H. Hauck       |
| 3  | 24 janvier 1985   | STS-51-C    | Lancement du satellite DOD Magnum ELINT                                                                                 | 3 jours, 1 heure    | Ken Mattingly            |
| 4  | 12 avril 1985     | STS-51-D    | Lancement de deux satellites de communication                                                                           | 7 jours             | Karol J. Bobko           |
| 5  | 17 juin 1985      | STS-51-G    | Lancement de deux satellites de communication. Patrick Baudry à bord                                                    | 7 jours, 2 heures   | Daniel C. Brandenstein   |
| 6  | 27 août 1985      | STS-51-I    | Lancement de trois satellites de communication                                                                          | 7 jours, 2 heures   | Joseph H. Engle          |
| 7  | 29 septembre 1988 | STS-26      | Retour dans l'espace, lancement de TDRS                                                                                 | 4 jours, 1 heure    | Frederick H. Hauck       |
| 8  | 13 mars 1989      | STS-29      | Lancement de TDRS | 5 jours             | Michael L. Coats         |
| 9  | 22 novembre 1989  | STS-33      | Lancement du satellite DOD Magnum ELINT                                                                                 | 5 jours             | Frederick D. Gregory     |
| 10 | 24 avril 1990     | STS-31      | Lancement du Télescope spatial Hubble (HST)                                                                             | 6 jours, 1 heure    | Loren J. Shriver         |
| 11 | 6 octobre 1990    | STS-41      | Lancement de la sonde Ulysses                                                                                           | 4 jours, 2 heures   | Richard N. Richards      |
| 12 | 28 avril 1991     | STS-39      | Lancement du satellite DOD Air Force Program-675 (AFP675)                                                               | 8 jours, 7 heures   | Michael L. Coats         |
| 13 | 12 septembre 1991 | STS-48      | Lancement du satellite UARS (recherche haute atmosphère)                                                                | 5 jours, 8 heures   | John O. Creighton        |
| 14 | 22 janvier 1992   | STS-42      | International Microgravity Laboratory-1 (IML-1)                                                                         | 8 jours, 1 heure    | Ronald J. Grabe          |
| 15 | 2 décembre 1992   | STS-53      | Charges utiles pour la défense nationale                                                                                | 7 jours, 7 heures   | David M. Walker          |
| 16 | 8 avril 1993      | STS-56      | Laboratoire Atmospherique (ATLAS-2)                                                                                     | 9 jours, 6 heures   | Kenneth D. Cameron       |
| 17 | 12 septembre 1993 | STS-51      | Satellite de communications de technologie avancée (ACTS)                                                               | 9 jours, 20 heures  | Frank L. Culbertson, Jr. |
| 18 | 3 février 1994    | STS-60      | Wake Shield Facility (WSF)                                                                                              | 7 jours, 6 heures   | Charles F. Bolden        |
| 19 | 9 septembre 1994  | STS-64      | LIDAR In-Space Technology Experiment (LITE)                                                                             | 10 jours, 23 heures | Richard N. Richards      |
| 20 | 3 février 1995    | STS-63      | Rendez-vous avec la station Mir, première femme pilote d'une navette (Eileen M. Collins)                                | 8 jours, 6 heures   | James D. Wetherbee       |
| 21 | 13 juillet 1995   | STS-70      | 7th Tracking and Data Relay Satellite (TDRS)                                                                            | 8 jours, 22 heures  | Terence T. Henricks      |
| 22 | 11 février 1997   | STS-82      | Maintenance du télescope spatial Hubble                                                                                 | 10 jours            | Kenneth D. Bowersox      |
| 23 | 7 août 1997       | STS-85      | Cryogenic Infrared Spectrometers and Telescopes                                                                         | 11 jours, 20 heures | Curtis L. Brown          |
| 24 | 2 juin 1998       | STS-91      | Dernière mission d'une navette américaine vers la station Mir                                                           | 9 jours, 20 heures  | Charles J. Precourt      |
| 25 | 29 octobre 1998   | STS-95      | Second vol de John Glenn âgé de 77 ans                                                                                  | 8 jours, 22 heures  | Curtis L. Brown          |
| 26 | 27 mai 1999       | STS-96      | Ravitaillement pour l'ISS                                                                                               | 9 jours, 19 heures  | Kent V. Rominger         |
| 27 | 19 décembre 1999  | STS-103     | Maintenance du télescope spatial Hubble                                                                                 | 7 jours, 23 heures  | Curtis L. Brown          |
| 28 | 11 octobre 2000   | STS-92      | Vol pour montage de l'ISS, 100e mission pour les navettes américaines                                                   | 12 jours, 22 heures | Brian Duffy              |
| 29 | 8 mars 2001       | STS-102     | Ravitaillement/rotation de personnel pour l'ISS                                                                         | 12 jours, 20 heures | James D. Wetherbee       |
| 30 | 10 août 2001      | STS-105     | Ravitaillement/rotation de personnel pour l'ISS                                                                         | 11 jours, 21 heures | Scott J. Horowitz        |
| 31 | 26 juillet 2005   | STS-114     | Ravitaillement de l'ISS, nouvelles procédures de sécurisations et d'évaluations des risques                             | 13 jours, 22 heures | Eileen M. Collins        |
| 32 | 4 juillet 2006    | STS-121     | Ravitaillement / ajout de personnel pour l'ISS / Test de nouvelles procédures sécuritaires                              | 13 jours            | Steven W. Lindsey        |
| 33 | 10 décembre 2006  | STS-116     | Extension de l'ossature de l'ISS, branchements électriques, activation de la double antenne solaire                     | 12 jours, 21 heures | Mark L. Polansky         |
| 34 | 23 octobre 2007   | STS-120     | Apport du module Harmony (ESA-NASA) à l'ISS.                                                                            | 15 jours, 2 heures  | Pamela A. Melroy         |
| 35 | 31 mai 2008       | STS-124     | Livraison du module pressurisé et du bras télémanipulateur du module expérimental japonais Kibo.                        | 13 jours            | Mark E. Kelly            |
| 36 | 15 mars 2009      | STS-119     | Installation de la poutre S6 et d'un jeu de panneaux solaires.                                                          | 14 jours            | Lee Archambault          |
| 37 | 28 août 2009      | STS-128     | Ravitaillement de la Station spatiale internationale et installation de plusieurs équipements scientifiques.            | 13 jours, 20 heures | Frederick W. Sturckow    |
| 38 | 5 avril 2010      | STS-131     | Son but principal est d'amener une dernière fois le Multi-Purpose Logistics Module à la Station spatiale internationale | 15 jours, 2 heures  | Alan G. Poindexter       |
| 39 | 24 février 2011   | STS-133     | Cette mission a comme but d'emmener l'ExPRESS Logistics Carrier 4. C'est la dernière mission de Discovery.              | 12 jours, 19 heures | Steven W. Lindsey        |

### Insignes de missions
| Hommage Orbiter de la NASA pour la navette spatiale Discovery | Hommage Orbiter de la NASA pour la navette spatiale Discovery | Hommage Orbiter de la NASA pour la navette spatiale Discovery | Hommage Orbiter de la NASA pour la navette spatiale Discovery | Hommage Orbiter de la NASA pour la navette spatiale Discovery | Hommage Orbiter de la NASA pour la navette spatiale Discovery | Hommage Orbiter de la NASA pour la navette spatiale Discovery | Hommage Orbiter de la NASA pour la navette spatiale Discovery |
| Insignes de mission pour les vols de Discovery                | Insignes de mission pour les vols de Discovery                | Insignes de mission pour les vols de Discovery                | Insignes de mission pour les vols de Discovery                | Insignes de mission pour les vols de Discovery                | Insignes de mission pour les vols de Discovery                | Insignes de mission pour les vols de Discovery                | Insignes de mission pour les vols de Discovery                |
| ------------------------------------------------------------- | ------------------------------------------------------------- | ------------------------------------------------------------- | ------------------------------------------------------------- | ------------------------------------------------------------- | ------------------------------------------------------------- | ------------------------------------------------------------- | ------------------------------------------------------------- |
|                                                               |                                                               |                                                               |                                                               |                                                               |                                                               |                                                               |                                                               |
| STS-41-D                                                      | STS-51-A                                                      | STS-51-C                                                      | STS-51-D                                                      | STS-51-G                                                      | STS-51-I                                                      | STS-26                                                        | STS-29                                                        |
|                                                               |                                                               |                                                               |                                                               |                                                               |                                                               |                                                               |                                                               |
| STS-33                                                        | STS-31                                                        | STS-41                                                        | STS-39                                                        | STS-48                                                        | STS-42                                                        | STS-53                                                        | STS-56                                                        |
|                                                               |                                                               |                                                               |                                                               |                                                               |                                                               |                                                               |                                                               |
| STS-51                                                        | STS-60                                                        | STS-64                                                        | STS-63                                                        | STS-70                                                        | STS-82                                                        | STS-85                                                        | STS-91                                                        |
|                                                               |                                                               |                                                               |                                                               |                                                               |                                                               |                                                               |                                                               |
| STS-95                                                        | STS-96                                                        | STS-103                                                       | STS-92                                                        | STS-102                                                       | STS-105                                                       | STS-114                                                       | STS-121                                                       |
|                                                               |                                                               |                                                               |                                                               |                                                               |                                                               |                                                               |                                                               |
| STS-116                                                       | STS-120                                                       | STS-124                                                       | STS-119                                                       | STS-128                                                       | STS-131                                                       | STS-133                                                       |                                                               |

## Honneur
L'astéroïde (9770) Discovery est nommé d'après le vaisseau Discovery One de 2001, l'Odyssée de l'espace et la navette spatiale Discovery.